# 로트바이스 오버하우젠
로트바이스 오버하우젠(Rot-Weiß Oberhausen)은 독일 노르트라인베스트팔렌주 오버하우젠의 축구 클럽으로, 현재 레기오날리가 베스트에서 활동하고 있다.

## 선수 명단

### 현역
참고: FIFA 자격 규정에 따라 소속된 국가대표팀 국기를 표시합니다. 선수는 복수의 FIFA 비회원국 국적을 가지고 있을 수 있습니다.
| 번호 | 포지션 | 국적 | 이름              |
| ---- | ------ | ---- | ----------------- |
| 1    | GK     | 이란 | 다니엘 다바리     |
| 10   | MF     |      | 모리츠 슈토펠캄프 |

| 번호 | 포지션 | 국적 | 이름 |
| ---- | ------ | ---- | ---- |

## 역대 감독
| 감독          | 임기        |
| ------------- | ----------- |
| 예른 안데르센 | 2003 ~ 2004 |
| 마리오 바슬러 | 2011 ~      |